# Hyalinobatrachium vireovittatum
Espèce
Synonymes
- Centrolenella vireovittata Starrett & Savage, 1973

Statut de conservation UICN

 DD  : Données insuffisantes
Hyalinobatrachium vireovittatum est une espèce d'amphibiens de la famille des Centrolenidae.

## Répartition
Cette espèce se rencontre au Costa Rica et au Panamá de 800 à 1 100 m d'altitude dans les cordillères de Talamanca et Centrale.

## Description
Les mâles mesurent de 21,5 à 23 mm et les femelles de 24 à 25 mm.

## Publication originale
- Starrett & Savage, 1973 : The systematic status and distribution of Costa Rican glass-frogs, genus Centrolenella (Family Centrolenidae), with description of a new species. Bulletin of the Southern California Academy of Sciences, vol. 72, p. 57-78 (texte intégral).